# Bogusław Pawłowski
Bogusław Zbigniew Pawłowski (ur. 8 czerwca 1962 w Prudniku) – polski antropolog, profesor nauk biologicznych, od 2010 roku kierownik Katedry Biologii Człowieka Uniwersytetu Wrocławskiego.

## Życiorys
W 1986 uzyskał tytuł magistra inżyniera inżynierii biomedycznej na Politechnice Wrocławskiej, a w 1989 tytuł magistra biologii na Uniwersytecie Wrocławskim. Stopień doktora nauk biologicznych w 1996, doktora habilitowanego w 2003 na Uniwersytecie Wrocławskim, a tytuł profesora w 2010.
Od 1989 jest zatrudniony w Katedrze Antropologii Uniwersytetu Wrocławskiego (od 2012 roku to Katedra Biologii Człowieka), a w latach 2006–2010 był dyrektorem Zakładu Antropologii PAN.
Zajmuje się mechanizmami ewolucji człowieka i biologicznym podłożem ludzkich zachowań i preferencji, a w szczególności preferencjami różnych cech postrzeganych jako atrakcyjne w aspekcie doboru płciowego i kondycji biologicznej. Prace Pawłowskiego dotyczące preferencji co do cech potencjalnego partnera seksualnego (na przykład na podstawie ofert matrymonialnych) związane są zarówno z morfologią (wysokość ciała, BMI, WHR) i dymorfizmem płciowym wysokości ciała między partnerami, jak i z wybranymi cechami behawioralnymi, które są ważne w kontekście doboru płciowego i mają ewolucyjne znaczenie.
Zaproponował też kilka hipotez dotyczących mechanizmów ewolucji człowieka:
1. Hipoteza chłodnych nocy[3].
2. Biomechaniczna hipoteza wzrostu ilości podskórnej tkanki tłuszczowej w okolicach bioder i ud u kobiet[4].
3. Hipoteza dodatkowych termoregulacyjnych kosztów wzrostu mózgowia w ewolucji człowieka[5].
4. Zakwestionował znaczenie utraty rui i ukrycia objawów owulacji w ewolucji człowieka[6].

Wskazał przy tym, że ciągle istnieją subtelne objawy owulacji, a atrakcyjność i proceptywność kobiety zmienia się w cyklu menstruacyjnym.
Publikował prace naukowe m.in. w takich pismach jak Nature, PNAS, Proceedings of Royal Society B., Scientific Reports, Current Anthropology, Evolution & Human Behavior, Biological Psychology czy American Journal of Human Biology. Pod jego redakcją ukazała się w Wydawnictwach Uniwersytetu Warszawskiego (WUW), monografia pt. „Biologia atrakcyjności człowieka”.
Odbył kilka zagranicznych stypendiów naukowych, a w tym roczne stypendium NATO/Royal Society na Uniwersytecie w Liverpoolu w School of Biological Sciences, w Szkocji (Uniwersytet w St. Andrews) i w Niemczech (Uniwersytet w Getyndze).
W 2016 został odznaczony Złotym Krzyżem Zasługi.

## Członkostwo w towarzystwach i komitetach naukowych
- Polskie Towarzystwo Nauk o Człowieku i Ewolucji (PTNCE) – był jednym z założycieli PTNCE
- European Human Behaviour and Evolution Association (EHBEA).
- Polskie Towarzystwo Antropologiczne,
- Członek Komitetu Biologii Środowiskowej i Ewolucyjnej PAN,
- Członek Komitetu Antropologii PAU.

## Działalność popularnonaukowa
Jest też popularyzatorem nauki – m.in. współautorem książki „Nagi umysł. Dlaczego jesteśmy, jacy jesteśmy. Ludzka natura bez złudzeń” (Pawłowski i Ulanowski, 2016).
Uhonorowany nagrodami: „Naukowiec przyjazny mediom” przyznaną przez Polskie Stowarzyszenie Dziennikarzy Naukowych w 2009 roku. „Popularyzator Nauki 2016” (nagroda główna) w konkursie PAP i MNiSW.
Za całokształt działalności nagrodzony Złotym Krzyżem Zasługi (2016) oraz Medalem Komisji Edukacji Narodowej (2017).

## Wybrane publikacje
- Pawłowski B., Ch. Lowen, R. Dunbar (1998) – Neocortex size, social skills and mating success in male primates, Behaviour, 135 (3): 357-368.
- Pawłowski B., Dunbar R. (1999) – Impact of market value on human mate choice decisions, Proceedings of Royal Society, London B., 266: 281-285.
- Pawłowski B. (1999) – Loss of oestrus and concealed ovulation in human evolution: the case against the sexual-selection hypothesis, Current Anthropology 40: 257-275.
- Pawłowski B. (1999) – Permanent breasts as a side effect of subcutaneous fat tissue increase in human evolution, HOMO, vol. 50/2, s. 149–162.
- Pawłowski B., Dunbar R.I.M, Lipowicz A. (2000) – Tall men have more reproductive success. Nature 403: 156. Pawłowski B. (2001) – The evolution of gluteal/femoral fat deposits and balance during pregnancy in bipedal Homo, Current Anthropology, 42: 572-574.
- Pawlowski B., Kozieł S. (2002) The impact of traits offered in personal advertisements on response rates. Evolution and Human Behavior 23:139-149.
- Pawlowski B., Grabarczyk M. (2003) Center of body mass and the evolution of female body shape. American Journal of Human Biology 15:144-150.
- Pawlowski B. (2003) Variable preferences for sexual dimorphism in height as a strategy for increasing the pool of potential partners in humans. Proceedings of Royal Society London B., 270:709-712.
- Pawlowski B. (2004) Prevalence of menstrual pain in relation to the reproductive life history of women from the Mayan rural community. Annals of Hum. Biology, 31:1-8
- Pawłowski B. (2005) Heat loss from the head during infancy as a cost of encephalization. Current Anthropology 46(1): 136-141.
- Pawlowski B., Dunbar R.I.M (2005) Waist:Hip Ratio versus BMI as Predictors of Fitness in Women. Human Nature 16(2):164-177.
- Pawlowski B., Jasieńska G. (2005) Women’s preferences for sexual dimorphism in height depend on menstrual cycle phase and expected duration of relationship. Biological Psychology 70(1):38-43.
- Sorokowski P, Pawłowski B. (2008) Adaptive preferences for leg length in a potential partner Evolution & Human Behavior, 29:86-91.
- Borkowska B. & Pawłowski B. (2011) Female voice frequency in the context of dominance and attractiveness perception. Animal Behaviour 82: 55-59.
- Żelaźniewicz A. & Pawłowski B. (2011) Female breast size attractiveness for men as a function of sociosexual orientation (restricted vs. unrestricted). Archives of Sexual Behavior, 40:1129–1135.
- Pawlowski, B., Nowak, J., Borkowska, B., Drulis-Kawa, Z. (2014) Human body morphology, prevalence of nasopharyngeal potential bacterial pathogens and immunocompetence handicap principal. American Journal of Human Biology, 26:305-310. DOI: 10.1002/ajhb.22510.
- Pawłowski, B. & Nowaczewska W. (2015) Origins of Hominini and Putative Selection Pressures Acting on the Early Hominins. W: Handbook of Paleoanthropology (eds. Henke, W. & Tattersall, I.) DOI 10.1007/978-3-642-27800-6_46-6, Springer-Verlag Berlin Heidelberg.
- Żelaźniewicz A. & Pawłowski B. (2015) Breast size and asymmetry during pregnancy in dependence of a fetus’s sex. American Journal of Human Biology. 27(5): 690–696. DOI: 10.1002/ajhb.22716.
- Żelaźniewicz A., Borkowska B., Nowak J., Pawłowski B. (2016) The progesterone level, leukocyte count and disgust sensitivity across the menstrual cycle. Physiology & Behavior 161: 60–65.
- Małecki W., Pawłowski B. & Sorokowski P. (2016) Literary Fiction Influences Attitudes Toward Animal Welfare. PLoS ONE 11(12).
- Pawłowski B., Nowak J., Borkowska B, Augustyniak D., Drulis-Kawa Z. (2017) Body height and immune efficacy: testing body stature as a signal of biological quality. Proceedings of the Royal Society B-Biological Sciences. 284:20171372.